# 14836 Maxfrisch
14836 Maxfrisch è un asteroide della fascia principale. Scoperto nel 1988, presenta un'orbita caratterizzata da un semiasse maggiore pari a 3,1835944 UA e da un'eccentricità di 0,1110375, inclinata di 15,25087° rispetto all'eclittica.